# Rafael Marques Mariano
Rafael Marques Mariano (født 27. maj 1983) er en brasiliansk fodboldspiller.